# Crist abraçat a la creu (El Greco,Tipus-II, Museu d'El Prado)
La pintura Crist abraçat a la Creu, que s'exhibeix al Museu del Prado, és el protopit del Tipus-II del Catàleg d'obres d'El Greco, realitzat per Harold Wethey, especialista en aquest pintor.
Del Tipus-II se'n conserven tres obres originàries del mestre, que, segons Wethey, es diferencien del Tipus-I per:
- l'escorç del cap de Crist amb el nas inclinat de forma lleugerament diferent,
- per la inclinación de la Creu
- per la forma diferent de l'aurèola al voltant del cap de Jesús.
- per una transformació física i emotiva típica de les obres més tardanes de l'artista.

Les tres versions del Tipus-II están catalogades per Wethey amb els Ns. 56,57 i 58. Alguns autors creuen que aquestres tres obres manquen de la força i dignitat de les primeres versions, però Wethey no hi està d'acord, remarcant especialment la versió d'El Prado.

## Temàtica de l'obra
La temática del Tipus-II és la mateixa que la del Tipus-I, o sigui, un descans en el camí de Jesús camí del Gólgota. Tanmateix, la manca de patiment físic que mosta Jesucrist, li fa pensar a Álvarez Lopera que aquesta obra recull una de les advertències del Evangeli segons Mateu (16,24) "El qui vulgui venir amb Mi, que es negui a si mateix, prengui la seva Creu i em segueixi"

## Anàlisi de l'obra delMuseu del Prado
Està signada amb lletres cursives gregues a la base de la Creu. Les lletres de la segona paraula de la signatura están deteriorades, fet que indica una restauració matussera.
Aquesta obra té un gran mestratge d'execució, i els colors són molt bells. La llum sembla ondular-se sobre la figura, i un nimbus groc, de forma quadrada, remarca el mantell blau que es plega al voltant de l'esquerra de la figura. En el coll i sobre el braç que sosté la Creu es veu un túnica rosa. Les mans, amb les característiques ungles nacrades, están modelades amb seguredat i sensibilitat, amb una gran bellesa per la forma donada, amb la justa inflexió de rectes i corbes en la definició de cada dit, i la perfecta suggestió del volum de les diverses tensions -músculs, ossos, envoltura de la pell- que hi conflueixen.

## Altres versions del Tipus-II
A més de la meravellosa pintura del Museu d'El Prado, existeixen dues obres autògrafes més, de bona qualitat:

### Versió d'Olot
Olot; Església de Sant Esteve d'Olot; Museu Parroquial; Oli sobre llenç; 94 × 78 cm.; Signat amb lletres cursives gregues molt petites, a la base de la Creu. 1600-05 ca.
Aquesta obra va ser redescoberta a principis del segle xx, posiblemente procedent de l'església dels Caputxins. El quadre ha estat tallat i apedaçat a la part esquerra, vora l'espatlla. El dibuix excessivament precís dels pèls de la barba i del cabell, revelen la mà d'un ajudant. Aquest quadre mostra uns reflexos exagerats, causats sens dubte per una restauració.

### Versió d'El Bonillo
El Bonillo; Província d'Albacete; Oli sobre llenç; 101 × 80 cm.; Signada amb lletres cursives gregues a la part baixa de la Creu. Obra d'El Greco, amb intervenció del seu taller. 1600-05 ca,
Tot i que va ser restaurada l'any 1940, aquesta tela està en bones condicions. El Tipus de Crist i l'estil de la pintura, l'apropen en tots els aspectos a la versió del Museu d'El Prado.

## Còpies
Existeixen dues còpies del Tipus-II
- Dublín; Oli sobre llenç; 47 × 38 cm.; Escola d'El Greco; 1625-30
- Madrid; Oli sobre llenç; 112 × 89 cm.; Taller d'El Greco; 1605-10[6]